# Söderkläpparna, Korpo
Söderkläpparna är öar i Finland. De ligger i Skärgårdshavet och i kommunen Pargas i landskapet Egentliga Finland, i den sydvästra delen av landet. Öarna ligger omkring 68 kilometer sydväst om Åbo och omkring 190 kilometer väster om Helsingfors. Söderkläpparna ligger 3 meter över havet. De ligger på ön Molnkläppen.
Arean för den av öarna koordinaterna pekar på är 2,7 hektar och dess största längd är 340 meter i öst-västlig riktning.